# Ivana Buden
Ivana Buden (10. rujna 1985.), hrvatska streličarka i svjetska prvakinja u složenom luku. Bila je #1 WA svjetske ljestvice u složenom luku.
Brat Domagoj također se uspješno bavi streličarstvom.

## Životopis
Streličarstvom se bavi od 1996. godine.

## Postignuća
| Odličje  | Natjecanje               | Mjesto                 | Nadnenvak |
| -------- | ------------------------ | ---------------------- | --------- |
| bronca   | Europski Grand Prix      | Wyhl, Njemačka         | 2004.     |
| srebro   | Svjetski kup             | Antalya, Turska        | 2006.     |
| srebro   | Svjetski kup             | Santo Domingo          | 2008.     |
| bronca   | Svjetski kup             | Antalya, Turska        | 2008.     |
| srebro   | Svjetski kup             | Poreč, Hrvatska        | 2009.     |
| bronca   | Završnica Svjetskog kupa | Kopenhagen, Danska     | 2009.     |
| zlato ↓1 | EP u dvorani             | Poreč, Hrvatska        | 2010.     |
| srebro   | Svjetski kup             | Antalya, Turska        | 2011.     |
| zlato    | SP na otvorenom          | Val d'Isere, Francuska | 2012.     |
| srebro   | Svjetsko prvenstvo       | Belek, Turska          | 2013.     |
| zlato    | EP u dvorani             | Montevarchi, Italija   | 2013.     |
| srebro   | Svjetsko prvenstvo       | Zagreb, Hrvatska       | 2014.     |

Bilješke
↑1  Osvojena u disciplini djevojčadi, zajedno s Larom Koller Fundelić i Tanjom Zorman.